# Санс (Йонна)
Санс (фр. Sens, МФА: [sɑ̃s]) — місто та муніципалітет у Франції, у регіоні Бургундія-Франш-Конте, департамент Йонна. Населення — 27 034 особи (01.01.2021).
Муніципалітет розташований на відстані близько 100 км на південний схід від Парижа, 170 км на північний захід від Діжона, 55 км на північний захід від Осера.

## Географія
Санс розташований на крайній півночі Бургундії, де межує з трьома іншими регіонами — Іль-де-Франс, Шампань-Арденни та Центр — Долина Луари. Місто перетинають річки Йонна і Ванн.

## Історія

### Античність
За часів Римської імперії місто можливо носило назву Агедінк (лат. Agedincum). Агедінк кілька разів згадує Юлій Цезар на сторінках свого твору «Записки про галльську війну». Але існують суперечки, що так міг називатися Провен. Сучасна назва походить від імені галльського племені Сенонів, яке очолював Бренн.
В місті збереглися обидві головні вулиці — декуманус і кардо, та частина римської стіни. Також залишилися сліди дренажів, зроблених римлянами на зразок артезіанських свердловин для підняття води. Їх призначенням було живлення акведука.

### Середньовіччя
В середні віки Санс відігравав важливу релігійну роль — в місті перебувала резиденція архієпископа, який вважався приматом Галлії та Німеччини. Турботами прелатів в місті було побудовано п'ять абатств і велика соборна церква св. Стефана — один з перших пам'ятників готичного стилю. Поруч із собором зберігся палац архієпископів.

## Демографія
Динаміка населення (INSEE і Cassini ):
Розподіл населення за віком та статтю (2006):
| Стать | Всього | До 15 років | 15-24 | 25-44 | 45-64 | 65-85 | Понад 85 |
| --- | ------ | ----------- | ----- | ----- | ----- | ----- | -------- |
| Чоловіки | 12 580 | 2395        | 1736  | 3235  | 3161  | 1878  | 175      |
| Жінки | 14 382 | 2196        | 1797  | 3412  | 3401  | 3083  | 493      |
| \| Статево-вікова піраміда \| Статево-вікова піраміда \| Статево-вікова піраміда \| \| ----------------------- \| ----------------------- \| ----------------------- \| \| Чоловіки \| Вік \| Жінки \| \| 175 \| 85 + \| 493 \| \| 427 \| 80-84 \| 777 \| \| 497 \| 75-79 \| 936 \| \| 499 \| 70-74 \| 763 \| \| 455 \| 65-69 \| 607 \| \| 624 \| 60-64 \| 619 \| \| 925 \| 55-59 \| 995 \| \| 792 \| 50-54 \| 841 \| \| 820 \| 45-49 \| 946 \| \| 777 \| 40-44 \| 931 \| \| 739 \| 35-39 \| 746 \| \| 823 \| 30-34 \| 847 \| \| 896 \| 25-29 \| 888 \| \| 871 \| 20-24 \| 948 \| \| 865 \| 15-20 \| 849 \| \| 714 \| 10-14 \| 756 \| \| 752 \| 5-9 \| 735 \| \| 929 \| 0-4 \| 705 \| |        |             |       |       |       |       |          |
| Статево-вікова піраміда |        |             |       |       |       |       |          |
| Чоловіки | Вік    | Жінки       |       |       |       |       |          |
| 175 | 85 +   | 493         |       |       |       |       |          |
| 427 | 80-84  | 777         |       |       |       |       |          |
| 497 | 75-79  | 936         |       |       |       |       |          |
| 499 | 70-74  | 763         |       |       |       |       |          |
| 455 | 65-69  | 607         |       |       |       |       |          |
| 624 | 60-64  | 619         |       |       |       |       |          |
| 925 | 55-59  | 995         |       |       |       |       |          |
| 792 | 50-54  | 841         |       |       |       |       |          |
| 820 | 45-49  | 946         |       |       |       |       |          |
| 777 | 40-44  | 931         |       |       |       |       |          |
| 739 | 35-39  | 746         |       |       |       |       |          |
| 823 | 30-34  | 847         |       |       |       |       |          |
| 896 | 25-29  | 888         |       |       |       |       |          |
| 871 | 20-24  | 948         |       |       |       |       |          |
| 865 | 15-20  | 849         |       |       |       |       |          |
| 714 | 10-14  | 756         |       |       |       |       |          |
| 752 | 5-9    | 735         |       |       |       |       |          |
| 929 | 0-4    | 705         |       |       |       |       |          |

## Економіка
2010 року серед 15 405 осіб працездатного віку (15—64 років) 10 825 були активними, 4580 — неактивними (показник активності 70,3%, у 1999 році було 71,6%). З 10 825 активних мешканців працювали 8804 особи (4544 чоловіки та 4260 жінок), безробітними було 2021 (962 чоловіки та 1059 жінок). Серед 4580 неактивних 1194 особи були учнями чи студентами, 1389 — пенсіонерами, 1997 були неактивними з інших причин.

У 2010 році в муніципалітеті числилось 12054 оподатковані домогосподарства, у яких проживали 25401,5 особи, медіана доходів виносила 15 607 євро на одного особоспоживача

## Міста-побратими
- Честер, Англія
- Леррах, Німеччина
- Сенігаллія, Італія
- Вишгород, Україна

## Галерея зображень

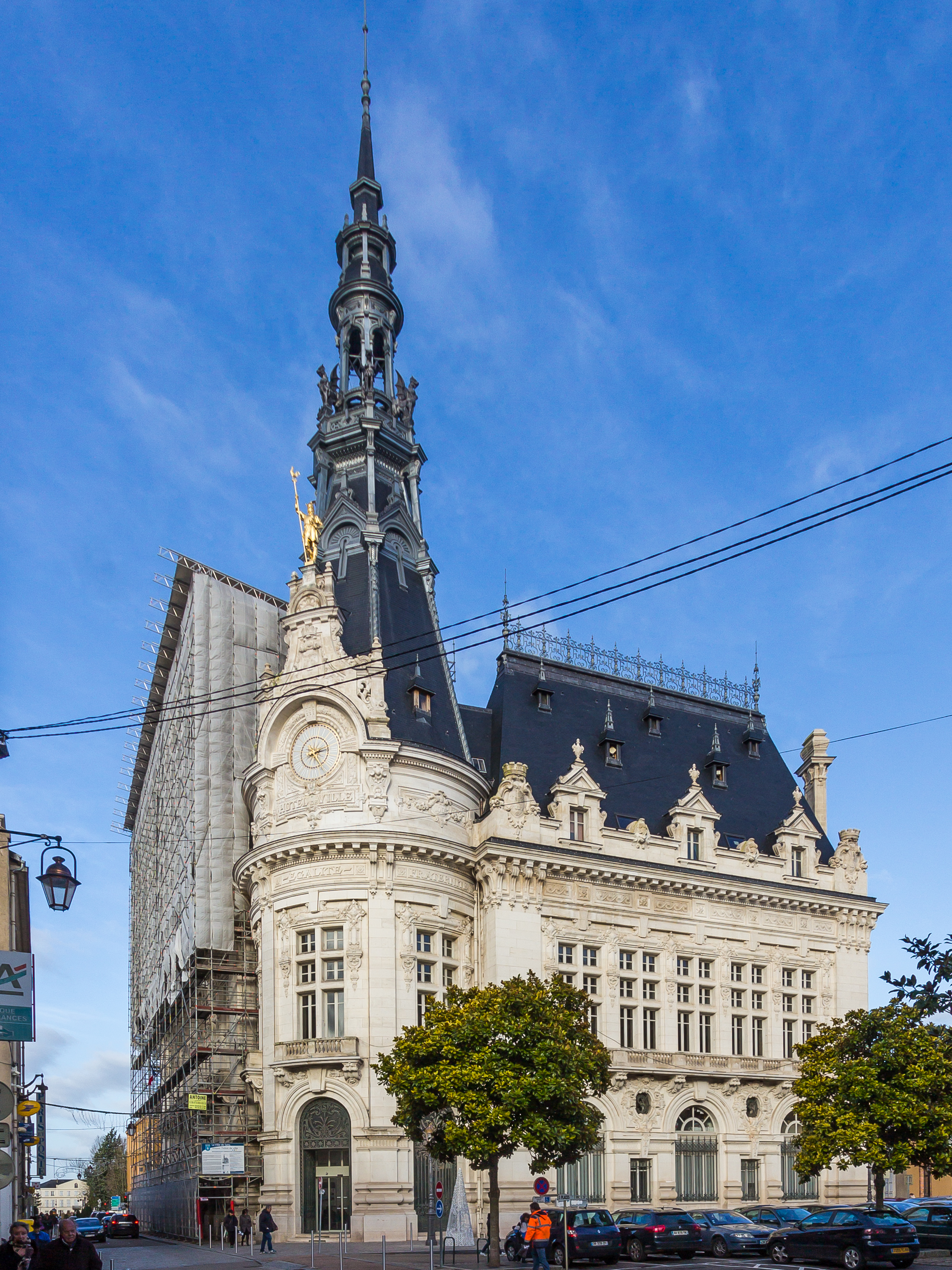
Міська ратуша
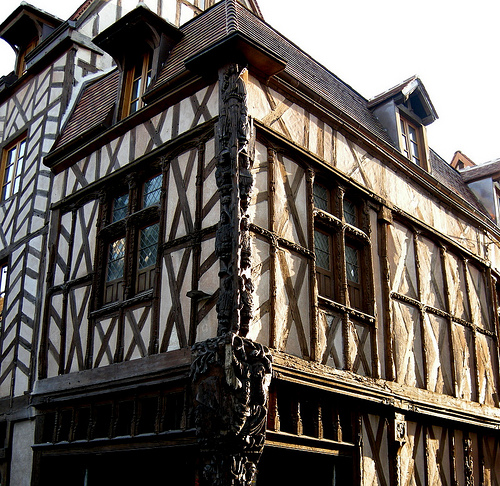
Маєток Авраама
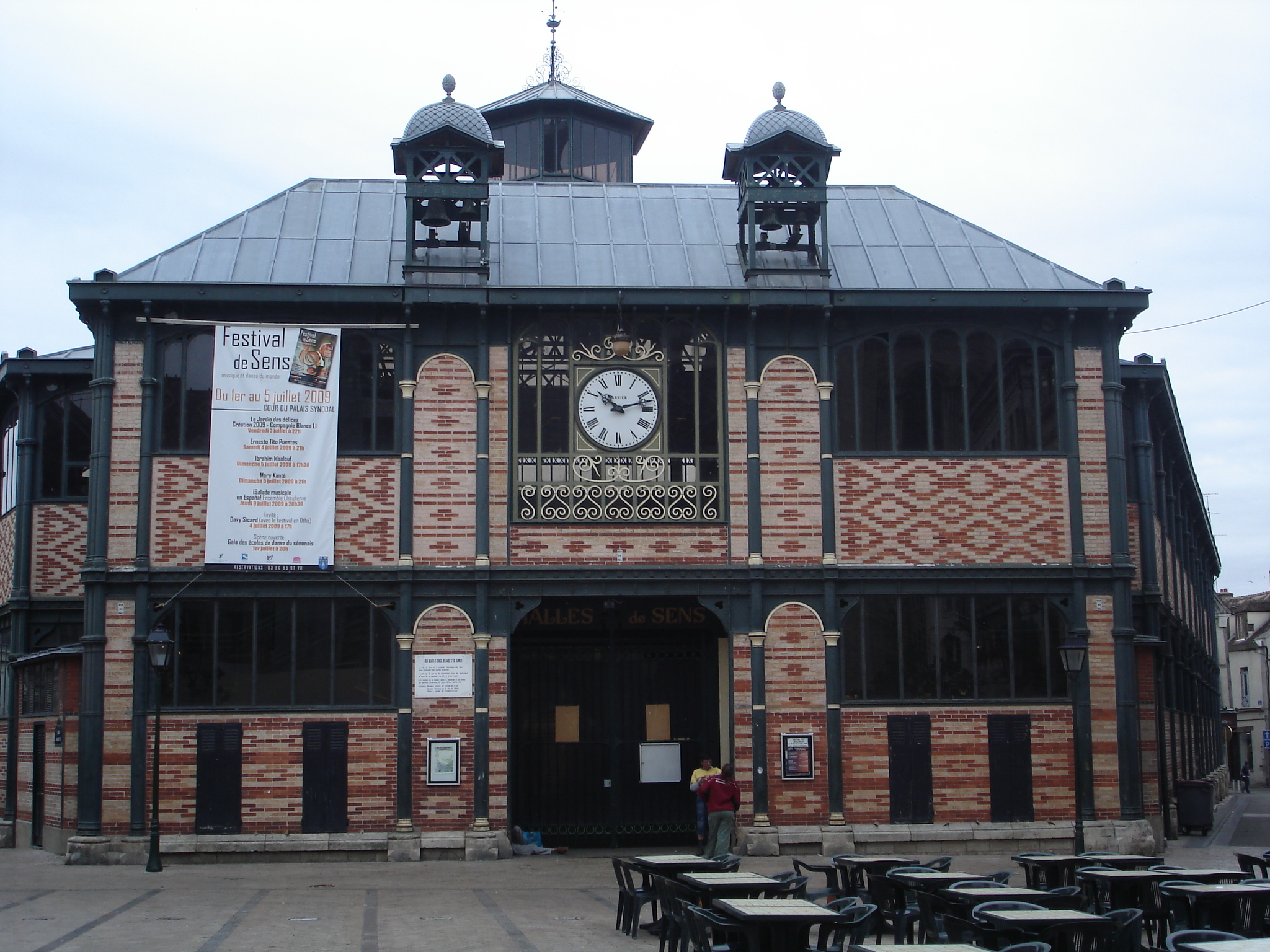
Критий ринок